# Yên Hòa, Yên Mỹ
Yên Hòa là một xã thuộc huyện Yên Mỹ, tỉnh Hưng Yên, Việt Nam.

## Địa lý
Xã Yên Hòa có vị trí địa lý:
- Phía đông, tây nam giáp huyện Khoái Châu
- Phía bắc giáp xã Yên Phú.

Xã Yên Hòa có diện tích 3,62 km², dân số năm 2019 là 5.925 người, mật độ dân số đạt 1.635 người/km².

## Hành chính
Xã Yên Hòa được chia thành 5 thôn: Khoá Nhu I, Khoá Nhu II, Thung Linh, Đông Hoà, Thái Thịnh.

## Lịch sử
Trước đây, xã Yên Hòa thuộc huyện Châu Giang cũ.
Ngày 24 tháng 7 năm 1999, Chính phủ ban hành Nghị định 60/1999/NĐ-CP về việc chuyển xã Yên Hòa thuộc huyện Châu Giang cũ về huyện Yên Mỹ mới tái lập quản lý.